# جنسنغ فيتنامي
جنسنغ فيتنامي (الاسم العلمي:Panax vietnamensis) (بالإنجليزية: Vietnamese or Bamboo Ginseng)‏ هو نوع من النباتات يتبع جنس الجنسنغ من الفصيلة الأرالية.